# Michel de Bourbon-Parme
Pour les autres membres de la famille, voir Maison de Bourbon-Parme.
Michel de Bourbon, prince de Parme, né le 4 mars 1926 à Paris et mort le 7 juillet 2018 à Neuilly-sur-Seine, petit-fils de Robert Ier, duc de Parme, est un militaire, un coureur automobile et un homme d’affaires français.

## Biographie

### Ascendance
Michel de Bourbon-Parme est le fils du prince René de Bourbon-Parme (1894-1962) et de son épouse la princesse Marguerite de Danemark (1895-1992). Par son père, il est donc le petit-fils de Robert Ier (1848-1907), duc de Parme, tandis que, par sa mère, il est l’arrière-petit-fils de Christian IX (1818-1906), roi de Danemark. 
Le prince Michel est, par ailleurs, le frère cadet de la reine Anne de Roumanie (1923-2016).

### Carrière
En 1940, le prince Michel fuit l’Europe avec sa famille et trouve refuge aux États-Unis, à New York. Il étudie au Collège Jean-de-Brébeuf de Montréal avec ses frères Jacques et André de même que son cousin Charles de Luxembourg. Trois ans plus tard, à l'âge de 17 ans, il s’engage dans l’armée américaine, est admis à l'école d'officiers de Fort Benning, puis, sous-lieutenant, intègre l'Office of Strategic Services (OSS) le 20 novembre 1943, recruté par William Casey. Intégré à l'opération Jedburgh le 15 décembre 1943, sous le pseudonyme « Aristide », avec pour identité fictive « Maurice Bourdon », il est immédiatement transféré en Grande-Bretagne, formé à Peterborough. Son parachutage en France, dans le Massif central, au sein de la team Quinine, devait avoir lieu le 6 juin 1944 mais, arrivé au dessus de la zone, la présence non attendue d'un autre avion sous celui de la team a occasionné l'annulation du largage. Il a eu lieu dans la nuit du 8 au 9 mai.

Le lieutenant Michel de Bourbon est décoré de la Military Cross avec la citation suivante : 

« Cet officier français appartenant à un équipage parachuté devait rejoindre les groupes de résistance du Lot en 1944. Peu de jours après leur arrivée, ils armèrent un petit groupe de maquisards qui menèrent des opérations de guérilla contre la Panzerdivision Das Reich montant vers le nord et la Corrèze. Ils détruisirent d'abord un petit pont, retardant la progression ennemie de plusieurs heures, puis ils se retranchèrent devant le pont de Bicteroux où ils tinrent en respect les forces allemandes très supérieures en nombre durant six jours. Pendant l'action, le lieutenant de Bourbon était toujours au point le plus périlleux, donnant un splendide exemple. Des vingt-sept hommes qui prirent part à cette expédition, vingt furent tués. Puis ils remplirent leur tâche principale : sabotage de la route nationale no 20 et de la ligne de chemin de fer Montantau-Brive. Au 1er juillet, ils avaient rendu impossible tout trafic ferroviaire entre Cahors et Souillac. En juillet, le lieutenant de Bourbon organisa des embuscades de convois ennemis et, après l'avance des Alliés venant du sud, il coordonna l'action des groupes de résistance sur une plus vaste échelle et réussit de remarquables opérations de guérilla. Il prit une part active à ces attaques et se distingua particulièrement dans la défense de l'important centre F.F.I. d'Entraygues, le 15 août, contre une violente attaque allemande. Il fit sauter des voies sous le nez des Allemands, arrêta l'avance de l'ennemi et sauva la vie à son collègue, le major Macpherson. Par sa tenue dans l'action, par son énergie et son mépris de la mort, il a gagné la confiance et le respect de tous ceux qui l'ont approché. »

Dans son livre Un prince dans la tourmente, Michel de Bourbon Parme tient à révéler que la première partie de cette citation est due à des erreurs du rédacteur. Le pont de Bicteroux n’existe pas. Ce combat a eu lieu au pont de Bretenoux et la team Quinine n’y a pas participé : « Je me dois cependant de souligner que le scribe qui rédigea ce texte fit une malheureuse confusion [] nous n’étions pas sur le pont de Bretenoux le 9 juin au matin, mais sur cette même route Figeac-Tulle ». L’équipe posait une série de pièges qui ont endommagé ou détruit des véhicules blindés et provoqué un gros retard. Il ajoute que les tactiques enseignées dans la formation des Jedburghs ne consistaient pas à se lancer dans un combat frontal et durable face à des unités allemandes nombreuses et mieux équipées. « Cette manière de faire des Jedburghs fut tout aussi efficace et le prix à payer fut bien moins élevé en termes de vies humaines ». 
Immédiatement après la capitulation allemande, le prince Michel est envoyé aux Indes pour se former à la guerre de jungle au camp de Mount Lavinia, dans la perspective d'opérations contre les Japonais. Finalement parachuté près de Hué, en Indochine, le 28 août 1945, par le Service Action, afin de prendre contact avec l'empereur Bảo Đại, il est fait prisonnier le jour même par le Viet-Minh, qui va le garder en captivité durant huit mois. Parvenu à s’évader le 8 mars 1946, le prince tente de gagner, avec cinq camarades, le Laos à pied. Quatre de ceux-ci sont tués avant que les deux survivants ne soient repris, le 28 mars. Les pourparlers franco-vietnamiens, entamés dès le 6 mars 1946, lui permettent d'être libéré le 16 juin, extrêmement affaibli, et il rentre en France le 14 juillet 1946. 
Bientôt démobilisé, à l’âge de 20 ans, chevalier de la Légion d'Honneur et décoré de la croix de guerre 1939-1945 avec trois palmes, le prince Michel assiste l'année suivante, à Londres, au mariage de son cousin Philip Mountbatten avec la future reine Élisabeth II.
Mettant à profit son expérience des forces spéciales, Michel de Bourbon-Parme travaille pour la société Zodiac, contribuant à mettre au point son premier canot pneumatique, qui connaît bientôt un grand succès commercial.
En 1960, Michel de Bourbon-Parme achète le Grand hôtel de Sautour à Crespières dans les Yvelines, il  y vit jusqu'en 1989.
Coureur automobile, il participe, notamment, aux 24 Heures du Mans en 1964, au volant d'une René Bonnet Aérodjet, et en 1966, au volant d'une Ferrari 275 GTB ; en 1964, il arrive également second au Tour de France auto. Lors du Grand Prix de Monaco en 1967, le prince Michel intervient au moment du terrible accident de Lorenzo Bandini : avec l'aide d'un commissaire de piste, il parvient à extraire le pilote de la carcasse en feu de sa Ferrari. Il participe par ailleurs au Rallye de Monte-Carlo en 1959, 1961, 1962 et 1965, ainsi qu'au Tour de Corse en 1967. 
Devenu homme d’affaires, le prince joue fréquemment le rôle d’intermédiaire entre le gouvernement du shah d’Iran et les entrepreneurs français, de la fin des années 1960 à la révolution de 1979. Il est par la suite promu officier de la Légion d'Honneur. 
De 1968 à 2000, un certain Michel Ipanema de Moreira s'est fait appeler « prince Michel de Bourbon », à des fins commerciales et par mythomanie, jusqu'à ce que la justice française lui interdise cette usurpation d'identité (arrêt de la cour d’appel de Paris du 21 décembre 2000, confirmé par la Cour de cassation le 30 septembre 2003).

### Mort et obsèques

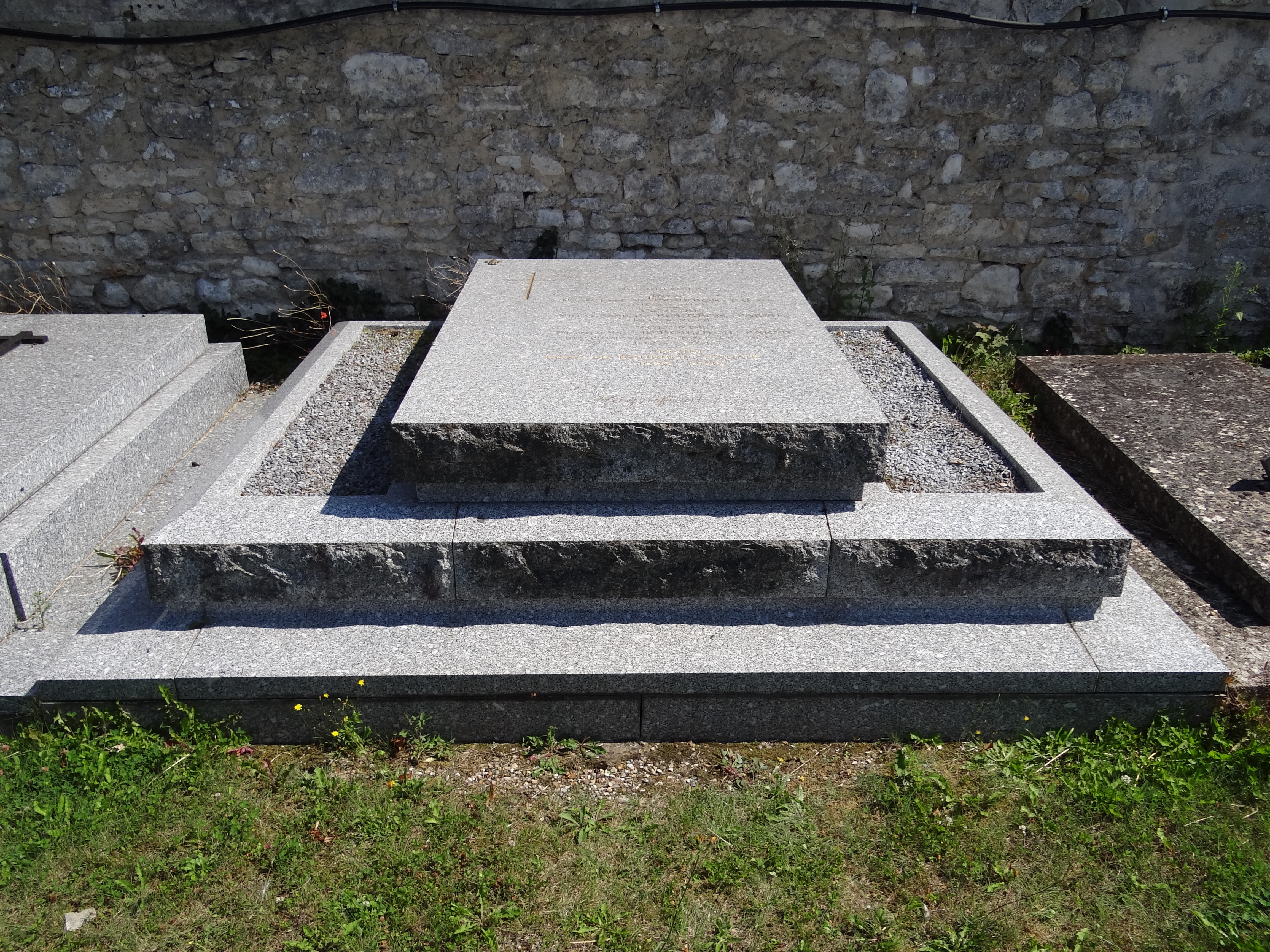
La tombe du prince Michel de Bourbon-Parme, de sa première épouse Yolande de Broglie-Revel et de ses deux filles Inès et Victoire de Bourbon-Parme au cimetière de Crespières (Yvelines).

Michel de Bourbon-Parme meurt à 92 ans le 7 juillet 2018. Ses obsèques sont célébrées le 13 juillet en la cathédrale Saint-Louis-des-Invalides, sous la présidence de Mgr Antoine de Romanet, évêque aux armées, suivi de son inhumation dans le caveau familial au petit cimetière de Crespières dans les Yvelines.

### Famille et descendance
Le 9 juin 1951, il épouse à Paris la princesse Yolande de Broglie-Revel (26 avril 1928 à Paris VIIIe - 2 septembre 2014 à Paris), fille du prince Joseph de Broglie-Revel (1892-1953) et de son épouse Marguerite de La Cour de Balleroy (1901-1976). De ce mariage, qui se termine par un divorce le 17 novembre 1999, naissent 5 enfants :
1. Inès Marie Joseph Margrethe Yolande Tatiana de Bourbon, princesse de Parme (9 mai 1952 à Boulogne-Billancourt - 20 octobre 1981 à Londres), dont postérité ;
2. Éric Marie Joseph René Michael Pierre de Bourbon, prince de Parme (28 août 1953 - 20 janvier 2021 à Copenhague),  épouse en 1980 la comtesse Lydia af Holstein-Ledreborg (née le 22 février 1955), fille de Knut, comte af Holstein-Ledreborg (1919-2001) et de la princesse Marie-Gabrielle de Luxembourg (1925-2023) ; divorcés en 1999, postérité dont Henri (né le 14 octobre 1991) épouse en 2020 l'archiduchesse Marie-Gabrielle d'Autriche, fille de l'archiduc Charles-Christian d'Autriche et de la princesse Marie-Astrid de Luxembourg d'où trois filles : Victoria (née en 2017), légitimée par mariage, Anastasia (née en 2021) et Philippine (née en 2023)[8] ;
3. Sybil Marie Joseph Anne Victoire de Bourbon, princesse de Parme (née le 10 novembre 1954 à Boulogne-Billancourt), épouse en 1997 Craig Richards (né en 1962) ;
4. Victoire Maria-Pia Joseph Isaure de Bourbon, princesse de Parme (8 novembre 1957 à Boulogne-Billancourt - 24 janvier 2001 à Neuilly-sur-Seine), épouse 1° en 1974 le baron Alexis Gečmen-Waldek[9] (né le 11 juillet 1943) ; divorcés en 1988, dont postérité ; épouse 2° en 1993 Carlos Rodríguez (né en 1956) ;
5. Charles-Emmanuel Marie Joseph Jacques Hely, prince de Parme (né le 6 juin 1961 à Boulogne-Billancourt), épouse en 1991 la baronne[10],[11] Constance de Ravinel (née le 18 juillet 1970 à Boulogne-Billancourt), dont postérité.

De 1974 au début des années 1990, le prince Michel a entretenu une relation amoureuse avec Laure Le Bourgeois (née le 9 juin 1950 à Stockholm), rencontrée à Téhéran, dont il a eu une fille naturelle :
1. Amélie de Bourbon-Parme[12] (née le 13 mars 1977 à Paris), écrivain[13], épouse le 3 octobre 2009 Igor Bogdanoff (1949-2022), dont postérité.

Le 8 mai 2003, le prince Michel se remarie à Manalapan, en Floride, à la princesse Maria Pia de Savoie (née le 24 septembre 1934 à Naples), fille d'Humbert II (1904-1983), roi d'Italie, et de la reine d'Italie, née princesse Marie-José de Belgique (1906-2001).

## Distinctions
- Croix de guerre 1939–1945
- Officier de la Légion d'honneur

## Ouvrages
- En parachute, Presses de la Cité, 1949 (ASIN B0000DPIAZ)
- (da) Faldskaermsjaeger : Fra den franske maquis til Indo-Kinas jungle, Hasselbalch, 1949
- Michel de Bourbon (en réalité Michel Ipanema de Moreira), Trafiquant sur commande, Plon, 1978 (ASIN B0000DSHJY)
- Michel de Bourbon-Parme et Jean-Louis Tremblais, Un prince dans la tourmente, Nimrod, 2010  (ISBN 291524328X)